# Sofija Rotaru
Sofija Michajlovna Evdokimenko-Rotaru (in russo Софи́я Миха́йловна Рота́ру?, in ucraino Софія Михайлівна Ротару-Євдокименко?, Sofija Mychajlivna Rotaru-Jevdokymenko; Maršincy, 7 agosto 1947) è una cantante, attrice e produttrice discografica ucraina, già sovietica di origine moldava.

## Biografia
È una cantante pop ma anche compositrice, produttrice cinematografica, danzatrice e attrice.
Famosa soprattutto nei paesi dell'Europa dell'Est e nell'ex-URSS, viene chiamata "la Regina Pop": è l'artista che ha partecipato più volte a Pesnja goda (oltre 40 finali), il principale festival musicale sovietico e poi russo.
Nel 1972 ha collaborato con Don Backy, eseguendo la versione ucraina della sua hit degli anni '60 L'immensità— «Сизокрилий птах».

## Filmografia parziale
- Anima (Душа), regia di Alexander Stefanovič (1981)